# Ahrensdorf (Nuthe-Urstromtal)
Ahrensdorf ist ein Ortsteil der Gemeinde Nuthe-Urstromtal im Landkreis Teltow-Fläming in Brandenburg.

## Geografische Lage

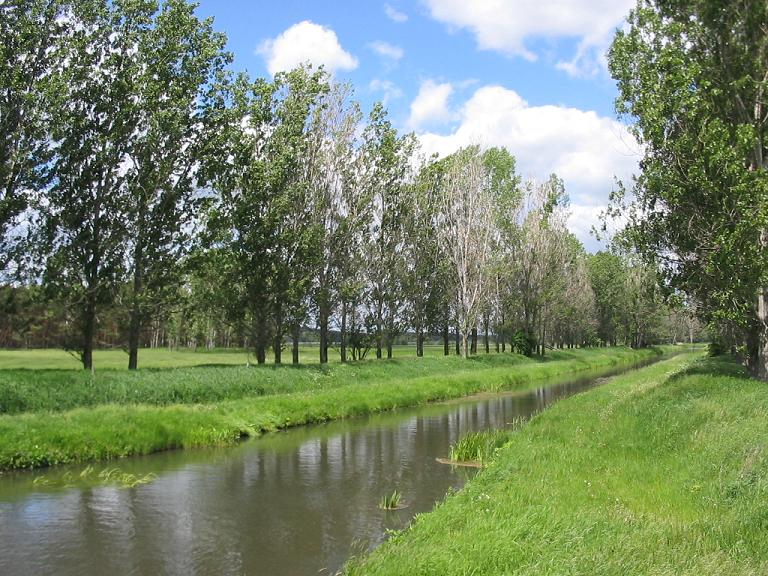
Nuthe bei Ahrensdorf

Der Ort liegt nordwestlich des Gemeindezentrums. Die angrenzenden Ortsteile und Gemeinden sind (im Uhrzeigersinn, im Norden beginnend): Schönhagen, Trebbin, Kliestow, Märtensmühle, und Hennickendorf. Die Gemarkung grenzt im Norden an den Flugplatz Schönhagen. Die Nuthe fließt im Osten außerhalb der Gemarkung in Süd-Nord-Richtung vorbei. Die höchsten Erhebungen sind der 84,6 m hohe Steinberg sowie der 76,4 m hohe Madikenberg, die nordöstlich des Siedlungskerns liegen.

## Geschichte und Etymologie

### 14. bis 17. Jahrhundert
Die Siedlung wurde vermutlich im 14. Jahrhundert von einem Lokator Jacob schultetus de arnstorp im Auftrag der Trebbiner Burgherren errichtet. Er erscheint 1357 erstmals in einer Urkunde. Es ist jedoch auch möglich, dass damit das bei Ludwigsfelde liegende Ahrensdorf gemeint ist. Das Dorf (villa) gehörte vor 1368 dem Gut Blankensee mit „allem Recht“. Als solches erschien es 1381 und 1381 in weiteren Urkunden. Über das Schicksal des Rundlings in den weiteren Jahrzehnten ist bislang nicht viel bekannt: Ahrensdorf war zu jeder Zeit nach Trebbin eingekircht. Der dortige Pfarrer erhielt 1543 und 1575 je 12 Scheffel Roggen. Im Jahr 1584 wohnten in Ahrensdorf insgesamt 11 Hauswirte (= Haushalte). Vor dem Dreißigjährigen Krieg lebten im Dorf acht Hufner und drei Kossäten, wie eine Nachricht aus dem Jahr 1642 mit der Angabe „im Frieden!“ aufzeigt. Ein Jahr später wurde das Dorf geteilt. Die Familie von Thümen zu Blankensee erhielten 3⁄4 des Ortes sowie die Ober- und Untergerichtsbarkeit. Das verbleibende Viertel ging an die Familie von Schlabrendorf. Die von Thümen erhielten dabei neun wüste Bauerngüter sowie drei bewohnte Hufnerhöfe, ein Kossätenhof sowie einen Halbkossätenhof. Der Dorfschulze brachte auf seiner Hufe 14 Scheffel Aussaat aus und konnte acht Fuder Heu ernten. Er besaß eine Wohnung und hatte das Recht zur Hütung. Ein Einhufner brachte 12 Scheffel Aussaat aus und erntete sechs Fuder Heu. Auch er besaß eine Wohnung, allerdings mit Garten und durfte Schafe hüten sowie Vieh halten. Der Kossät brachte 3 1⁄2 Scheffel aus, erntete drei Fuder heu und durfte ebenfalls in seiner Wohnung Schafe hüten und Vieh halten. Gleiches besaß der Halbkossät, der 1⁄2 Scheffel aussäte und zwei Fuder erntete.

### 18. und 19. Jahrhundert
Im Jahr 1749 gab es im Dorf neun Halbspänner, vier Kossäten und einen Häusler. Die Gemarkung war 12 Hufen groß. Sieben Jahre später gelangten beide Anteile zum Gut Blankensee und das Dorf war wiedervereinigt. Im Jahr 1791 gab es 18 Feuerstellen (=Haushalte) mit neun Bauern, drei Kossäten, vier Büdnern sowie einem Hausmann oder Einlieger. Erstmals erschien auch eine Schmiede.
Im Jahr 1801 lebten im Dorf neun Ganzbauern, zwei Ganzkossäten, ein Halbkossät und drei Büdner. Sie bewirtschafteten 18 Bauernhufen; es gab 18 Feuerstellen. Ahrensdorf wurde mit Wirkung vom 22. Mai 1815 preußisch. Weitere Gewerke erschienen im Jahr 1840: Zu dieser Zeit waren zwei Weber mit je zwei Webstühlen im Dorf tätig. Ebenso bestand die Schmiede mit einem Gehilfen. Im Jahr 1858 standen in Ahrensdorf drei öffentliche, 20 Wohn- und 45 Wirtschaftsgebäude. Die Gemarkung war 2827 Morgen groß, darunter 1189 Morgen Acker, 693 Morgen Weide, 603 Morgen Wald, 297 Morgen Wiese, 17 Morgen Gartenland und 17 Morgen Gehöfte.

### 20. Jahrhundert

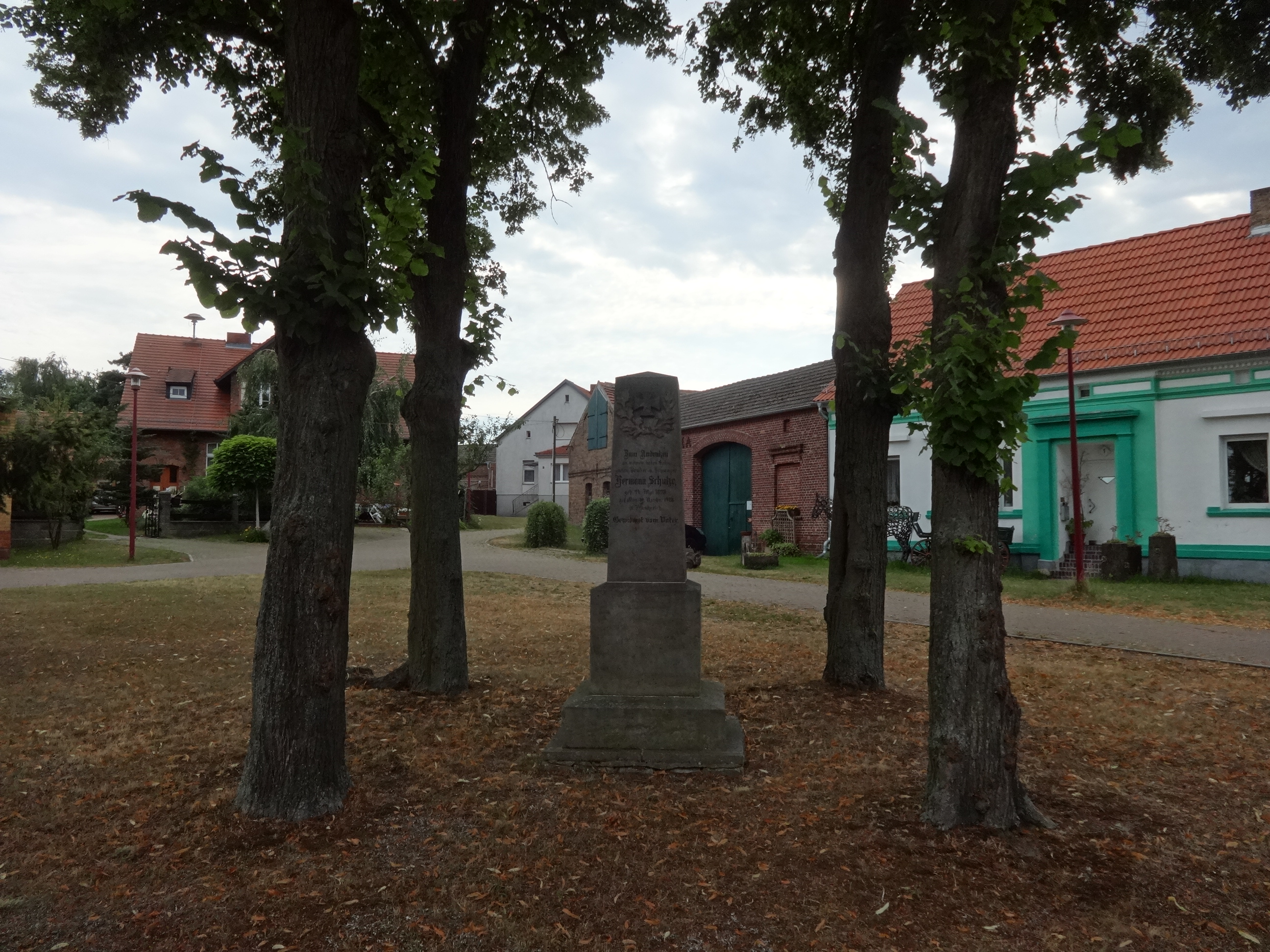
Weltkriegsdenkmal

In Ahrensdorf standen im Jahr 1900 insgesamt 25 Häuser. Es gab einen Altsitzer, drei Bauern mit 68, 61, 55, 52, 46, 45 und 42 Hektar Land, sieben Büdner mit 12, 3 mal 11, 8 und zweimal 7 Hektar sowie einen Gastwirt, der 9 Hektar bewirtschaftete. Ein Büdner, der auch als Maler tätig war, besaß 12 Hektar, ein Büdner und Maurer hatte 12 Hektar sowie zwei Kossäten, die je 16 Hektar bewirtschaften. Neben einem Landwirt gab es einen Lehnschulzengutbesitzer, der 110 Hektar bewirtschaftete, einen Stammgutsbesitzer mit 19 Hektar sowie eine Witwe. Im Jahr 1931 gab es im Dorf 26 Wohnhäuser mit 29 Haushaltungen. Im Jahr 1939 bestanden 10 land- und forstwirtschaftliche Betriebe, die zwischen 20 und 100 Hektar bewirtschafteten, 12 mit 10 bis 20 Hektar, vier mit 5 bis 10 Hektar sowie vier mit 0,5 bis 5 Hektar. Im Jahr 1932 wurden am Fuße des Steinbergs große Waldflächen gerodet, um eine Flugbahn sowie eine Halle für ein Segelfliegerlager der Arbeitersportorganisation Sturmvogel zu errichten. Die Eröffnung fand am 14. August 1932 statt. Das Vermögen der Organisation wurde in der Zeit des Nationalsozialismus eingezogen und der Segelflugplatz ab dem 23. Februar 1936 unter dem Namen Segelfliegerlager Eberhard Cranz weitergeführt. Auf dem Flugplatz wurden Jugendliche aus Berlin sowie Auszubildende der Firma Henschel & Sohn ausgebildet.
Nach dem Zweiten Weltkrieg wurde das Lager abgewrackt. Weiterhin wurden 116,2 Hektar Wald enteignet und neu aufgeteilt. 3,5 Hektar gingen an einen landlosen Bauern und Landarbeiter, 106,7 Hektar Waldzulage wurden auf 17 Altbauern verteilt, während sechs Hektar an die Gemeinde fielen. Im Jahr 1960 gründete sich eine LPG vom Typ I, die ein Jahr später 37 Mitglieder und 195 Hektar Fläche besaß. Sie wurde nach 1964 an die LPG Typ III Märtensmühle angeschlossen. Dort bestand sie im Jahr 1983 als LPG Martensmühle Brigade Ahrensdorf fort.
Am 5. Dezember 1993 schloss sich der Ort der neuen Gemeinde Nuthe-Urstromtal an.

## Bevölkerungsentwicklung
| Jahr      | 1791 | 1801 | 1817 | 1837 | 1858 | 1871 | 1885 | 1895 | 1905 | 1925                                                        | 1939 | 1946 |
| Einwohner | 96   | 113  | 112  | 134  | 150  | 141  | 147  | 137  | 137  | 141 und 5 (Jagdschloss Hubertus) sowie 9 (Jagdschloss Metz) | 212  | 213  |

## Sehenswürdigkeiten

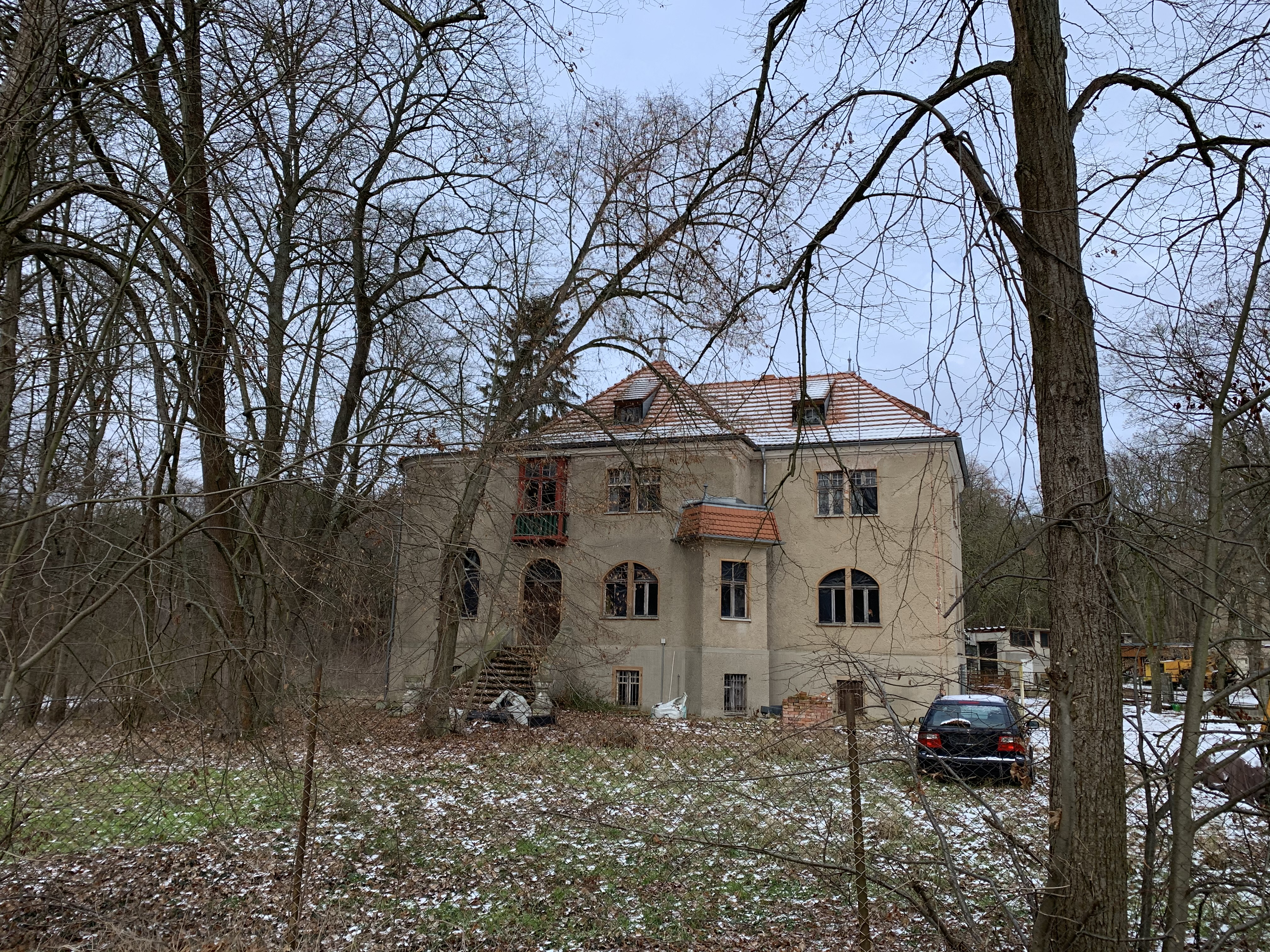
Jagdschloss Ahrensdorf

- Jagdschloss Ahrensdorf: Das Bauwerk wurde Anfang des 20. Jahrhunderts vom Berliner Samengroßhändler Walter Metz als Sommerresidenz für die Jagd erbaut und nach seinen Töchtern Berta und Doris Berdotaris genannt. In den Jahren 1936 bis 1941 diente es als Ausbildungsstätte (Hachscharalager) des jüdischen Pfadfinderbundes „Makkabi Hazair“. Jugendliche sollten sich auf dem Anwesen auf die Ausreise nach Palästina vorbereiten. Ca. 200 Jugendliche besuchten das Landwerk; die letzten 48 jungen Menschen wurden nach Auschwitz deportiert.
- Denkmal für die Opfer des Ersten Weltkrieges am Dorfanger
- Wanderweg durch das Priedeltal
- Bergwanderweg des FlämingWalks rund um den Steinberg und Madikenberg

## Wirtschaft, Politik und Infrastruktur
Im Ort existieren neben einigen Handwerkern und Kleingewerbetreibenden ein Geflügelhof sowie eine Pferdepension.
Die Kreisstraße 7220 führt von Trebbin aus in südlicher Richtung in den Ort und in südwestlicher Richtung über Märtensmühle und Ruhlsdorf nach Luckenwalde. Über den Schönhagener Weg besteht eine Verbindung nach Westen in Richtung Moldenhütten und Dobbrikow. Die Verkehrsgesellschaft Teltow-Fläming bindet den Ortsteil mit der Linie 757 nach Luckenwalde und Trebbin an.